# Кваррасино, Антонио
Антонио Кваррасино (исп. Antonio Quarracino; 8 августа 1923, Поллика, Италия — 28 февраля 1998, Буэнос-Айрес, Аргентина) — аргентинский кардинал. Епископ Нуэве-де-Хулио с 3 февраля 1962 по 3 августа 1968. Епископ Авельянеды с 3 августа 1968 по 18 декабря 1985. Архиепископ Ла-Платы с 18 декабря 1985 по 10 июля 1990. Архиепископ Буэнос-Айреса и примас Аргентины с 10 июля 1990 по 28 февраля 1998. Ординарий верных восточного обряда в Аргентине с 30 октября 1990 по 28 февраля 1998. Кардинал-священник с титулом церкви Санта-Мария-делла-Салюте-а-Примавалле с 28 июня 1991.

## Биография
22 декабря 1945 года рукоположен в священники.
С 3 февраля 1962 года — епископ Нуэве-де-Хулио. 8 апреля 1962 года рукоположен в епископы. 3 августа 1968 года назначен, а 5 октября 1968 года вступил в должность епископа Авельянеды.
18 декабря 1985 года назначен, а 5 апреля 1986 года вступил в должность архиепископа Ла-Платы.
С 10 июля 1990 года — Архиепископ Буэнос-Айреса и примас Аргентины. Одновременно, с 30 октября 1990 года был назначен ординарием католиков восточного обряда в Аргентине. 22 ноября 1990 года вступил в должность архиепископа Буэнос-Айреса
28 июня 1991 года возведён в сан кардинала. Кардинал-священник с титулом церкви Санта-Мария-делла-Салюте-а-Примавалле.
28 февраля 1998 года скончался.